# Kirchberg (Neusalza-Spremberg)
Der Kirchberg ist eine kleinere Erhebung von 341 m ü. NN der sächsischen Kleinstadt Neusalza-Spremberg im Landkreis Görlitz.

## Lage und Name
Der Kirchberg, seit alters her auch „Spremberger Kirchberg“ genannt, liegt südlich der Spree, zentral in der östlichen Hälfte der Stadtflur von Neusalza-Spremberg. Nördlich und nordwestlich fällt der Kirchberg steil ins Spreetal herab und wird dort vom Fluss fast halbkreisförmig umflossen. In östliche Richtung fällt er ebenfalls steil ab. Die dortigen Wohnhäuser wurden terrassenförmig angelegt. In südlicher Richtung wird der Hügel durch die Zittauer Straße begrenzt, die in ihrer Tangente von Ost nach West bergig ansteigt. In südwestlicher und in westlicher Richtung geht der Kirchberg fast unbemerkt durch einen schmalen Rücken in eine Hochfläche über, auf der seit 1670 die Stadt Neu-Salza entstand. Der Name „Kirchberg“ leitet sich von der Kirche zu Spremberg ab, der Hauptkirche der heutigen Stadt, die bereits im 13. Jahrhundert entstand.

## Geologie und Geographie
Der Kirchberg aus Granit gehört wie die anderen Erhebungen der Stadt zu den umfangreichen Gesteinsvorkommen der „Lausitzer Granitplatte“, die aus ihr hervorstechen. Der kleine Berg ist mit einer Lößlehmdecke überzogen, die sich am Nord- und Nordwestabhang als steil abfallende Wiesenflächen zeigen. Der schmale gepflasterte „Kirchweg“ überwindet den Berg wie eine Serpentine von der Zittauer Straße talabwärts über eine Spreebrücke zur Bundesstraße 96. Die Spree fließt heutzutage in regulierter Form in einer breiten Talwanne unterhalb des Nordabhanges des Kirchberges vorbei. Der Kirchberg ist der einzige von den Erhebungen der Stadt Neusalza-Spremberg, der unmittelbar die Spree berührt, wenn man vom „Sternberg“, im Oberlausitzer Dialekt „Starnberg“ genannt, im „Spreepark“ absieht. Er verkörpert keinen Berg im üblichen Sinne, sondern stellt die höchste Kante (341 m NN) dieses Kerbsohlentales dar, das auch als Skala bezeichnet wird. Der Nordabhang des Kirchberges weist leichten Baumbestand auf.

## Geschichte
Der Kirchberg ist der eigentliche „geschichtliche Berg“ Neusalza-Sprembergs, da die ersten Ansiedler des Waldhufendorfes zur Zeit der deutschen Ostsiedlung im Verlauf des 12. und 13. Jahrhunderts ihn strategisch als eine Art Bastion – eine Zufluchtsstätte in kriegerischer Zeit – erkannten. Außerdem bot er sich durch seine zentrale Lage für den Bau einer Kirche der neuen deutschen Ansiedlung förmlich an. Der historische Vorläufer der heutigen Kirche entstand um 1250, und der mächtige steinerne Nachbau aus späterer Zeit thront wie ehedem über dem Tal der Spree (siehe Dorfkirche Spremberg). Am östlichen Ausläufer des Kirchberges durchquerte die historische Landstraße von Böhmen nach Bautzen, genannt die „Kaiserstraße“, vom Hutzelberg kommend das Dorf und überschritt eine heute nicht mehr vorhandene Spreefurt, um danach entlang der heutigen Talstraße weiter zu verlaufen. Auf ihr reiste 1347 auch der König von Böhmen und spätere römisch-deutsche Kaiser Karl IV. durch Spremberg zur Erbhuldigung der Lausitzer Stände nach Bautzen. 
Während der Hussitenkriege, die auch die böhmische Oberlausitz überzogen, wurde Spremberg um 1430 überrannt, der Kirchberg bestürmt und die damals bedeutende Kirche bis auf die Grundmauern niedergebrannt. Den Anlass dazu lieferte anscheinend die damalige weltliche und geistliche Dorfobrigkeit, vertreten in Person des Spremberger Grundherrn Sigmund von Raussendorf und seines Bruders, des Pfarrers Friedrich von Raussendorf, die als Gegner der Hussiten auftraten. Im Jahre 1432 muss die Spremberger Kirche aber wieder aufgebaut worden sein, wie eine Inschrift „Anno 1432“ an ihrer Nordwand dokumentierte, die beim Kirchenneubau im Jahre 1901 verloren ging. 
Auf dem Plateau des Kirchberges befinden sich neben der Kirche auch seit älterer Zeit der kleine Spremberger Friedhof und das massive Pfarrhaus mit Garten aus dem Jahre 1727. Ein größerer Gottesacker entstand 1862 auf dem Hutzelberg. An der Außenwand der Apsis der Spremberger Kirche und auf dem alten Friedhof sind eine Reihe bemerkenswerter Grabdenkmäler zu sehen, so des Pfarrers und mehrfachen Magisters Zacharias Steinel (1657–1710); des Pfarrers Magister Israel Traugott Garmann (1684–1746); des Amtshauptmanns der Herrschaft Hoyerswerda, Siegfried von Metzradt (1600–1668); des „Commissarius“ des Markgrafentums Oberlausitz, Wolf Heinrich von Leubnitz (1601–1665) oder des Fernkaufmanns Friedrich Vogtlitz oder Vognels aus London, der in Spremberg verstarb und am 30. Mai 1745 hier bestattet wurde. Am Ostabhang fand auch eine Stele für die Gefallenen der Gemeinde während des Ersten Weltkrieges (1914–1918) ihren Platz.